# Xysticus shyamrupus
Xysticus shyamrupus là một loài nhện trong họ Thomisidae.
Loài này thuộc chi Xysticus. Xysticus shyamrupus được Benoy Krishna Tikader miêu tả năm 1966.